# Alejandro López
Alejandro „Alex” López Sánchez (ur. 11 stycznia 1988 w Ferrol) – hiszpański piłkarz występujący na pozycji pomocnika w Brisbane Roar.

## Kariera klubowa
Profesjonalną karierę López zaczął w Racingu de Ferrol, gdzie zadebiutował 14 maja 2005 roku w rozgrywkach Segunda División w meczu z CD Tenerife, zremisowanym 2-2. W lipcu został wypożyczony do SD O Val. Następnie w czerwcu 2006 roku powrócił z wypożyczenia. Jego kontrakt z zespołem Racing de Ferrol został rozwiązany. W lipcu 2007 roku zasilił czwartoligowy Narón BP. 26 czerwca 2009 roku przeszedł do Celty Vigo. Pierwszy sezon grał w rezerwach hiszpańskiego klubu, strzelił 13 goli. W pierwszej drużynie zadebiutował 13 czerwca 2010 roku w meczu z Realem Sociedad. 13 lutego 2013 roku odnowił kontrakt do 2018 roku. 9 lipca 2015 roku został wypożyczony do Sheffield Wednesday.

### Statystyki klubowe
| Sezon   | Klub                | Kraj      | Liga                         | Mecze | Bramki | Puchar Kraju Puchar Ligi              | Mecze | Bramki |
| ------- | ------------------- | --------- | ---------------------------- | ----- | ------ | ------------------------------------- | ----- | ------ |
| 2009/10 | Celta Vigo B        | Hiszpania | Segunda División B           | 36    | 16     | -                                     | -     | -      |
| 2009/10 | Celta Vigo          | Hiszpania | Segunda División             | 2     | 0      | -                                     | -     | -      |
| 2010/11 | Celta Vigo          | Hiszpania | Segunda División             | 35    | 3      | -                                     | -     | -      |
| 2011/12 | Celta Vigo          | Hiszpania | Segunda División             | 36    | 6      | Puchar Króla                          | 2     | 0      |
| 2012/13 | Celta Vigo          | Hiszpania | Primera División             | 33    | 2      | Puchar Króla                          | 1     | 0      |
| 2013/14 | Celta Vigo          | Hiszpania | Primera División             | 31    | 5      | Puchar Króla                          | 2     | 0      |
| 2014/15 | Celta Vigo          | Hiszpania | Primera División             | 25    | 1      | Puchar Króla                          | 5     | 0      |
| 2015/16 | Sheffield Wednesday | Anglia    | Football League Championship | 13    | 0      | Puchar Ligi Angielskiej Puchar Anglii | 2 1   | 0 0    |
| 2016/17 | Real Valladolid     | Hiszpania | Segunda División             | 29    | 1      | Puchar Króla                          | 1     | 0      |

Stan na: 28 maja 2017 r.